# Béjaïa (provins)
36°45′N 5°04′Ø / 36.75°N 5.07°Ø
Provinsen Béjaïa (arabisk: ولاية بجاية, berbisk: ⵜⴰⵎⵏⴰⴹⵜ ⵏ ⴱⴳⴰⵢⴻⵜ Tamnaḍt n Bgayet) er en af Algeriets 48 provinser. Administrationscenteret er Béjaïa.